# Vestre Aker
Vestre Aker est un quartier (bydel) de la ville d'Oslo en Norvège. Il est situé à l'extrémité nord-ouest de la ville.
Le district est limitrophe de Nordmarka et Bærum et des districts d'Ullern, Frogner et Nordre Aker. L'administration du district est basée à Huseby.
Vestre Aker était une paroisse ecclésiastique depuis 1861 ; d'après les limites de la paroisse, elle désignait la partie occidentale de la municipalité d'Aker dans un contexte géographique et administratif, et de 1906 à 1948, Vestre Aker était une municipalité paroissiale distincte au sein de la municipalité d'Aker[citation nécessaire]. Le district moderne se trouve dans les limites de l'historique Vestre Aker, mais n'en comprend qu'une petite partie ; la municipalité paroissiale de Vestre Aker avait une superficie de 201 km² lorsqu'elle a été incorporée à Oslo en 1948. Le nom d'Aker provient du plus ancien nom de ferme d'Oslo, qui remonte à l'âge du fer. 